# Venustiano Carranza (Ciudad de México)
Venustiano Carranza es una de las dieciséis demarcaciones territoriales de la Ciudad de México. La demarcación territorial se encuentra en la zona centro oriente de Ciudad de México. Colinda al norte con la alcaldía Gustavo A. Madero, al poniente con la alcaldía Cuauhtémoc, al sur con la alcaldía Iztacalco y al oriente con el municipio de Nezahualcóyotl. Este nombre fue dado en honor a Venustiano Carranza, jefe revolucionario que promulgó la Constitución Mexicana de 1917. Su emblema representa el símbolo del pueblo Xochiaca, cuya imagen aparece en el Códice Mendoza (también llamado Códice Mendocino), en donde la flor significa: "lugar de flores fragantes".

## Historia
Se iniciaba la década de 1970 y la Ciudad de México estaba en pleno proceso de expansión demográfica y territorial, lo que llevó a las autoridades locales a editar el perfil jurisdiccional de la antaño "Noble, Insigne y muy Leal e Imperial Ciudad de México". Así fue como el 29 de diciembre de 1970, se hicieron varias reformas a la ley.[cita requerida]

## Ubicación y características
La alcaldía Venustiano Carranza se encuentra en la zona centro-oriente de la Ciudad de México. Colinda al norte con la alcaldía Gustavo A. Madero, al poniente con la alcaldía Cuauhtémoc, al sur con la alcaldía Iztacalco y al oriente con el Estado de México.[cita requerida]
Su longitud oeste es: 99°2′ y 99°8′ y su latitud norte es: 19°24′ y 19°28′.[cita requerida]
Se encuentra a una altitud de 2,240 metros sobre el nivel del mar. Tiene un clima semiseco templado, con una temperatura media anual de 16° centígrados y una precipitación pluvial de 600 mm anuales.[cita requerida]
Los límites contenidos en el Diario Oficial consideran los decretos del 15 y 17 de diciembre de 1898, así como el del 27 de julio de 1994, expedidos por el H. Congreso de la Unión. En ellos se ratifican los Convenios celebrados con los estados de Morelos y México, en los que se le delimita a la alcaldía Venustiano Carranza de la siguiente manera:
A partir del centro de la mojonera Tlatel de los Barcos, que define uno de los vértices de la línea limítrofe en la Ciudad de México y el estado de México, se dirige por esta línea limítrofe hacia el sureste y en seguida al suroeste por el eje del Proyecto del Anillo Periférico, adecuado a las inflexiones del límite de la Alameda Oriental, hasta su cruce con la Vía Tapo.[cita requerida]
De aquí, continúa por el eje de la calle 7 hasta el centro de la Majonera de los Barcos, que se localiza en su cruce con el eje de la avenida Chimalhuacán, de donde se separa de esta línea y sigue con rumbo suroeste, por el eje del cauce desviado del Río Churubusco.[cita requerida]
Después, prosigue por el mismo rumbo al suroeste, cruza la calzada Ignacio Zaragoza y continúa hasta encontrar el eje de la avenida Río de la Piedad, siguiendo su trazo hacia el noroeste; entronca con el Viaducto Miguel Alemán; sobre este eje continúa hacia el sureste hasta su intersección con el eje de la Calzada de la Viga, por cuyo eje se dirige al norte.[cita requerida]
Luego, prosigue en la misma dirección por el eje de las avenidas Anillo de Circunvalación y Vidal Alcocer, hasta la Avenida del Trabajo (Eje 1 Oriente), por cuyo eje se extiende con dirección al noroeste, hasta llegar a la calle de Boleo, por la cual, sobre su eje, continúa al norte.[cita requerida]
Enseguida cruza la Avenida Canal del Norte y sigue al noroeste por el eje de la avenida Ferrocarril Hidalgo, hasta su cruce con la avenida Río Consulado, por donde se encamina hacia el sureste, siguiendo todas sus inflexiones, hasta su intersección con la avenida Oceanía.[cita requerida]
De este punto prosigue hacia el noreste, hasta llegar al eje de la Vía Tapo; de aquí va hacia el sureste hasta su cruce con la calle 602, para continuar de este punto con la misma dirección por la barda que limita el Aeropuerto Internacional de la Ciudad de México, hasta su intersección con la línea limítrofe de la Ciudad de México con el estado de México y continúa por ésta rumbo al sureste hasta el centro de la mojonera Tlatel de los Barcos, el punto de partida.[cita requerida]
Cuenta con una superficie de 33.42 km², lo que representa el 2.24 por ciento de la superficie total de la Ciudad de México. La elevación máxima de esta entidad está representada por el cerro Peñón de los Baños, que cuenta con una altura de 2290 m s. n. m..[cita requerida]
La alcaldía cuenta con un total de 78  colonias, y dos pueblos originarios, conformadas a su vez por 3220 manzanas. El Aeropuerto Internacional de la Ciudad de México, así como la Alameda Oriente, son consideradas como colonias.[cita requerida]
En el 2005, el número de sus habitantes sumaba 447 459, de los cuales 212 050 eran hombres y 235 409 mujeres.[cita requerida]
De acuerdo con datos preliminares del censo de Población 2010* elaborado por el INEGI, la población de la delegación descendió, con respecto a la cifra del 2005, a 430,022 habitantes, de los cuales 203 204 son hombres y 226 818 son mujeres, estableciéndose una relación hombre-mujer de 89.6, es decir, por cada 100 mujeres hay 89.6 hombres.[cita requerida]
Asimismo la delegación alberga el 4.8 por ciento de la población de la Ciudad de México. La densidad poblacional es de 12,698.7 hab/km² y, según el mismo censo, hay 123,010 viviendas habitadas.[cita requerida]

## Demografía
| Población total                           | 564,122 habitantes.                               |
| Densidad de población                     | 12,698.7 habitantes/km².                          |
| Lugar entre las delegaciones más pobladas | 7° (4.8% de la población de la Ciudad de México). |
| Población de habla indígena               | 5,808 habitantes.                                 |
| Lenguas indígenas principales             | náhuatl y zapoteco                                |
| Entornografía                             | 90% mestiza, 16% indígena, 3% caucásica           |
| Población económicamente activa           | 196,107                                           |
| Casas particulares                        | 7,006                                             |
| Marginación                               | Alto                                              |

## Economía e infraestructura
Según datos de 2012, el 64.5% de la actividad económica estaba representada por establecimientos comerciales, los cuales sumaban un total de 19 253 en aquel año, mostrándose como la actividad más productiva. Otro sector importante es el de los servicios, ostentando el 24.7%. La alcaldía alberga también 42 mercados públicos, entre los que destacan La Merced, Sonora y Jamaica.
También cuenta con centro comerciales como Encuentro Oceanía y Plaza Aeropuerto, al igual que supermercados Walmart, Soriana Híper y Chedraui.
Existen 14 unidades médicas de Ciudad de México en la alcaldía, entre las cuales destacan el Hospital General de Balbuena y el Pediátrico Moctezuma. Asimismo hay 3 unidades médicas adicionales del IMSS y 3 más pertenecientes al ISSSTE.
Aeromar y Aviacsa tenían sus sedes en el Aeropuerto Internacional de la Ciudad de México en la Colonia Federal, Venustiano Carranza.
Direcciones ejecutivas territoriales
Para facilitar el funcionamiento de los distintos organismos que componen la alcaldía, se delegaron facultades y atribuciones a los titulares de las denominadas "Direcciones ejecutivas territoriales", mismas que brindan apoyo técnico y operativo a la alcaldía Venustiano Carranza.
Estas direcciones ejecutivas territoriales (popularmente conocidas como "territoriales") son "Morelos", "Los Arenales" y "Moctezuma" y están integradas por diferentes colonias de la Alcaldía.
|    | Morelos                         | Los Arenales              | Moctezuma                    |
| 1  | 10 de mayo                      | 4 Árboles                 | Ampl. Simón Bolívar          |
| 2  | 7 de julio                      | Adolfo López Mateos       | Simón Bolívar                |
| 3  | Ampl. 20 de Noviembre           | Ampl. Adolfo López Mateos | Aquiles Serdán               |
| 4  | Ampl. Michoacana                | Ampl. Aviación Civil      | 1.º de Mayo                  |
| 5  | Ampl. Penitenciaría             | Ampl. Caracol             | Damián Carmona               |
| 6  | Azteca                          | Arenal 1.ª Sección        | Romero Rubio                 |
| 7  | Emilio Carranza                 | Arenal 2.ª Sección        | Revolución                   |
| 8  | Felipe Ángeles                  | Arenal 3.ª Sección        | Miguel Hidalgo               |
| 9  | Janitzio                        | Arenal 4.ª Sección        | Pensador Mexicano            |
| 10 | Madero                          | Arenal Puerto Aéreo       | Peñón de los Baños           |
| 11 | Zona Centro (Área de la Merced) | Aviación Civil            | Moctezuma 2.ª Sección        |
| 12 | Michoacana                      | Caracol                   | 5.º Tramo de 20 de noviembre |
| 13 | Morelos                         | Cuchilla Pantitlán        | 20 de noviembre              |
| 14 | Nicolás Bravo                   | Puebla                    | Ampl. Venustiano Carranza    |
| 15 | Penitenciaría                   |                           |                              |
| 16 | Popular Rastro                  |                           |                              |
| 17 | Progresista                     |                           |                              |
| 18 | Tres Mosqueteros                |                           |                              |
| 19 | Valle Gómez                     |                           |                              |
| 20 | Venustiano Carranza             |                           |                              |
| 21 | Escuela del Tiro                |                           |                              |

## Delegados, jefes delegacionales y alcaldes

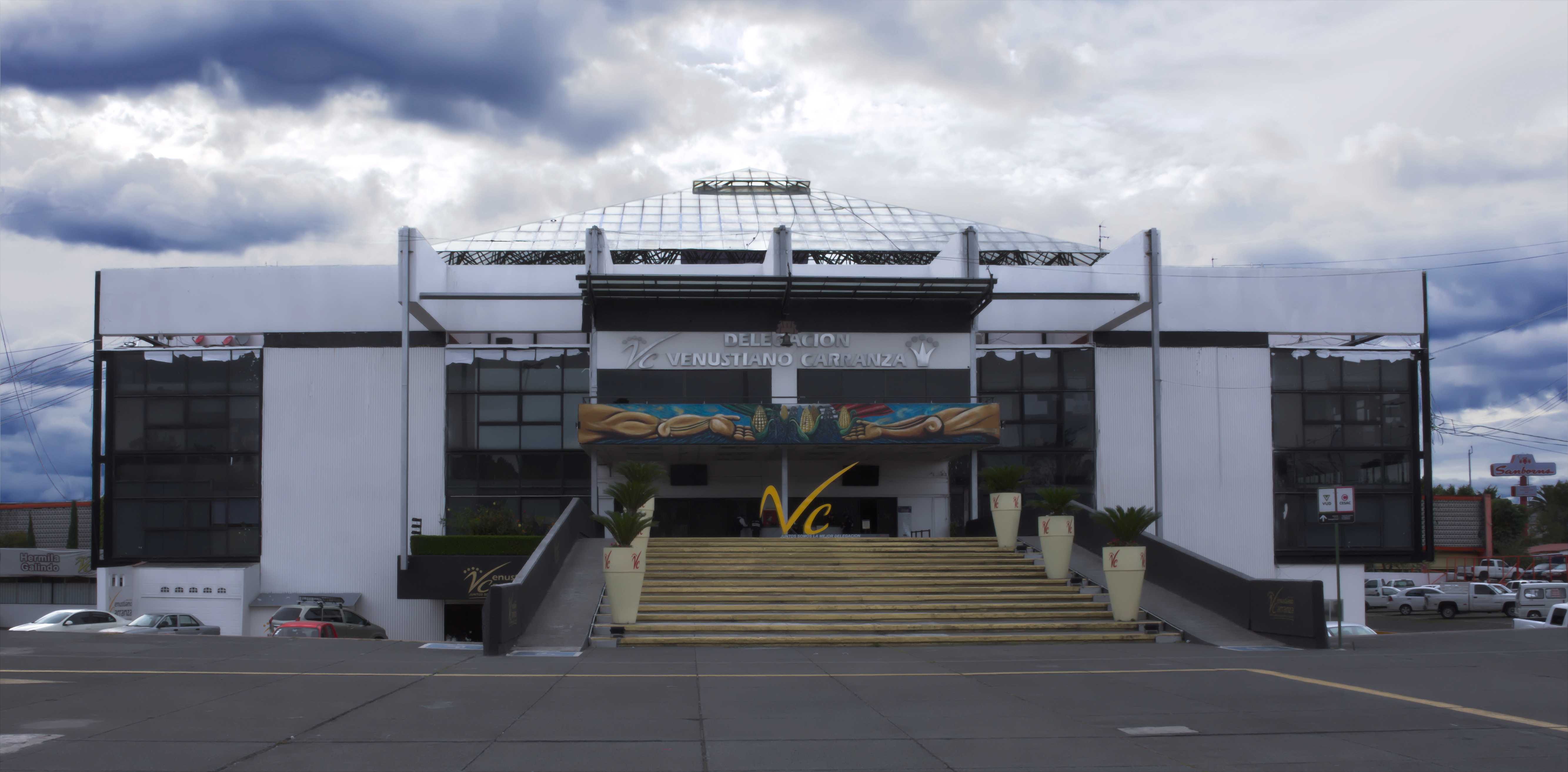
Edificio sede de la Alcaldía Venustiano Carranza

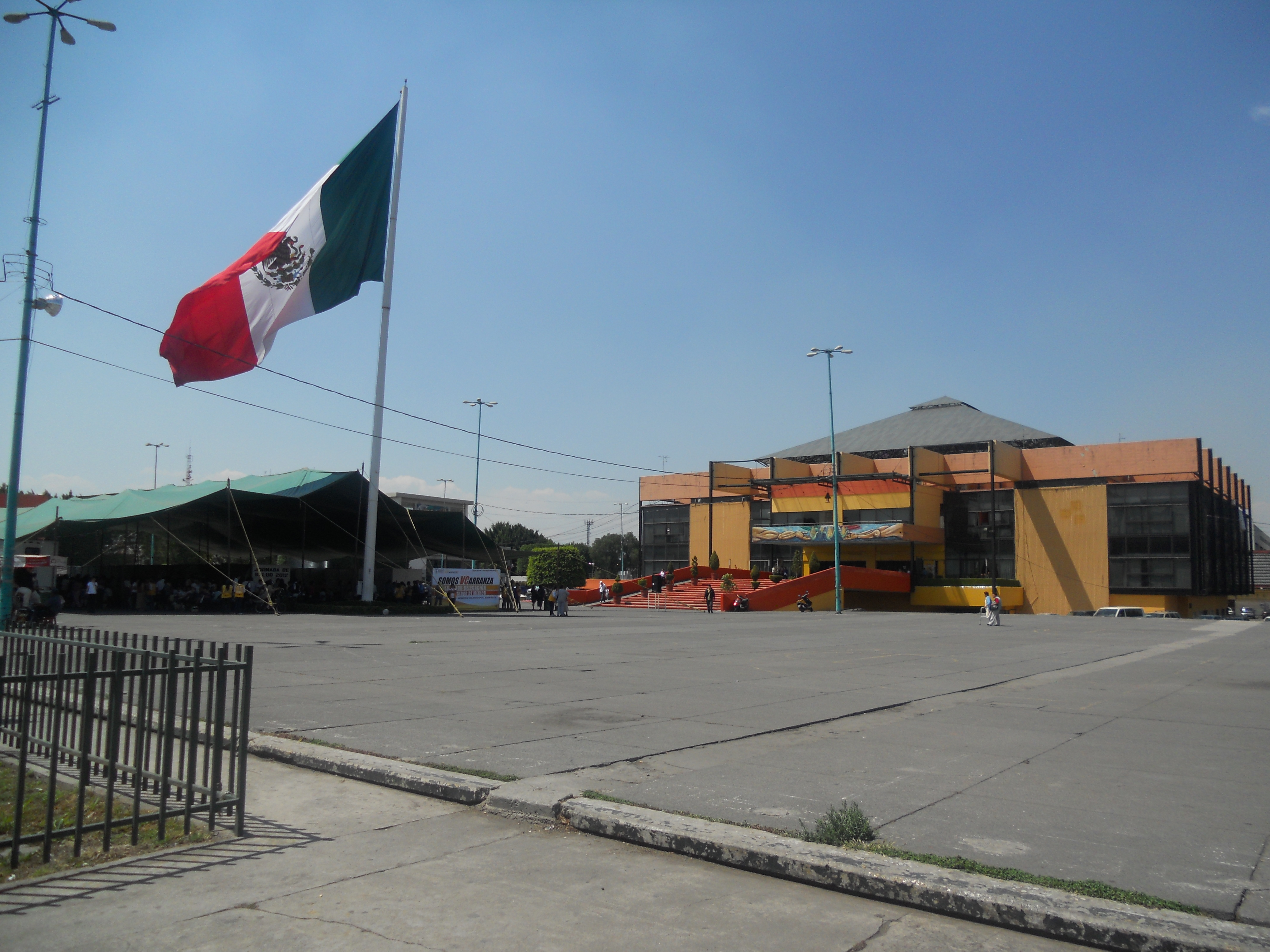
Edificio y explanada de las oficinas de la Alcaldía

### Delegados
- Humberto Lugo Gil (1970 - 1973)
- Raquel Ocharan
- Abraham Talavera
- Humberto Mayans Canabal
- Alberto Meléndez Guzmán
- Everardo Gámiz Fernández (1985 - 1988)
- Jesús Martínez Álvarez (1988 - 1989)
- Roberto Albores Guillén (1989 - 1992)
- Gustavo Robles (1992 - 1994)
- Raúl Torres Barrón (1994 - 1997)

### Jefes delegacionales
- Ramón Sosamontes Herreramoro (1997 - 1999)
- Iván García Solís (1999 - 2000)
- Guadalupe Morales Rubio (2000 - 2003)
- Ruth Zavaleta Salgado (2003 - 2005)
- Rocío Barrera Badillo (2005 - 2006)
- Julio César Moreno Rivera (2006 - 2009)
- Alejandro Piña Medina (2009 - 2012)
- José Manuel Ballesteros (2012 - 2015)
- Israel Moreno Rivera (2015 - 2017)[12]
- Mónica López Moncada (2017 - 2018)[13]

### Alcaldes
- Julio César Moreno Rivera (2018 - 2021)  /
- José Manuel Ballesteros (interino) (2021)
- Evelyn Parra Álvarez (2021 - 2024)
- Adolfo Hernández García (interino) (2024)
- Evelyn Parra Álvarez (2024 - )

## Lista de colonias y pueblos
| - Arenal 1.ª, 2.ª, 3.ª y 4.ª Sección - 20 de Noviembre - 1 de Mayo - 7 de Julio - 10 de Mayo - 24 de abril - Aarón Sáenz - Adolfo López Mateos - Aeronáutica Militar - Alameda Oriente - Álvaro Obregón - Amp. 20 de Noviembre - Amp. Adolfo López Mateos - Amp. Aviación Civil - Amp. Caracol - Amp. Michoacana - Amp. Penitenciaria - Amp. Simón Bolívar - Amp. Venustiano Carranza - Aquiles Serdán - Arenal Puerto Aéreo | - Artes Gráficas - Aviación Civil - Azteca - Caracol - Cuatro Árboles - Cuchilla Pantitlán - Damián Carmona - El Parque - Emilio Carranza - Federal - Felipe Ángeles - Fracc. Ind. Puerto Aéreo - Ignacio Zaragoza - Jamaica - Janitzio - Jardín Balbuena - Lorenzo Boturini - Madero - Magdalena Mixiuhca - Merced-Balbuena - Merced Zona Centro | - Michoacana - Miguel Hidalgo - Moctezuma 1.ª y 2.ª Sección - Morelos - Nicolás Bravo - Penitenciaria - Pensador Mexicano - Pueblo Peñón de los Baños - Popular Rastro - Progresista - Puebla - Pueblo Magdalena Mixiuhca - Revolución - Romero Rubio - Sevilla - Simón Bolívar - Sta. Cruz Aviación - Stand de Tiro - Tres Mosqueteros - Valentín Gómez Farías - Valle Gómez - Venustiano Carranza - Zaragoza |

## Sitios de interés

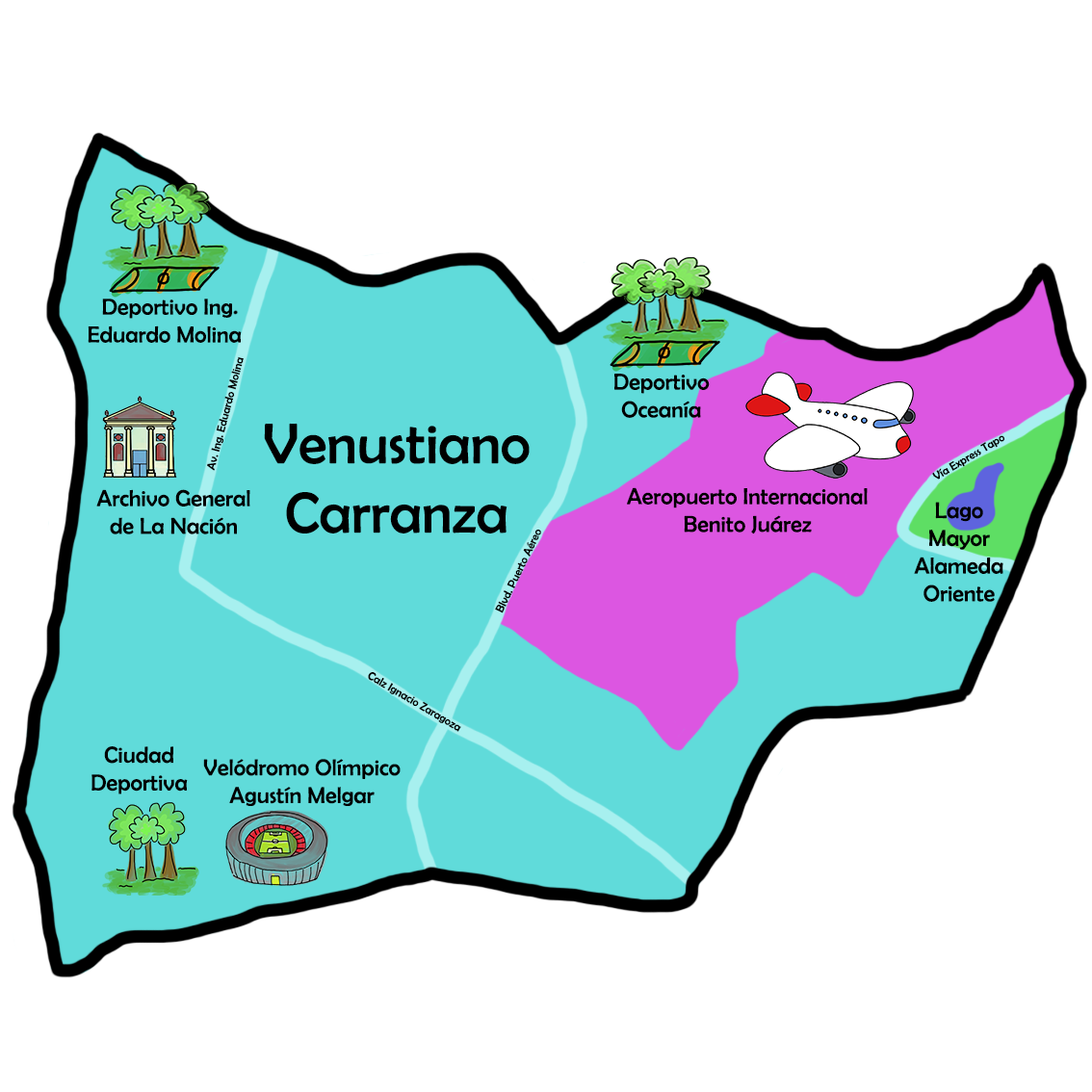
Mapa de los lugares más representativos de la delegación Venustiano Carranza

En el cerro del Pueblo Peñón de los Baños, ubicado en la delegación Venustiano Carranza, desde el año de 1930, se realiza un simulacro de la batalla de Puebla, una escenificación muy notable de dicho acontecimiento.
En dicho simulacro se representa la batalla, personificando a los dos ejércitos, tanto a los zacapoaxtlas como a los franceses. Durante el simulacro se detonan una serie de cañonazos, para darle mayor realce a la representación. Después de la batalla viene la fiesta, en la cual hay música y baile, como en un carnaval.
En la delegación política Venustiano Carranza se encuentra el Centro Cultural Carranza, donde se ofrecen diferentes talleres culturales, como danza, deportivos, como tae-kwon-do, y hasta académicos, como inglés y francés. Además cuenta con el cine Venustiano Carranza, donde se proyectan películas comerciales y de festival.
En la alcaldía Venustiano Carranza, se ubican tres de los mercados más importantes de la CDMX:
- Mercado de la Merced
- Mercado de Sonora
- Mercado de Jamaica

Y lugares con un gran atractivo, tales como:
- Archivo General de la Nación
- Aeropuerto Internacional “Benito Juárez” de la Ciudad de México
- H. Congreso de la Unión
- Museo Legislativo “Sentimientos de la nación”
- Consejo de la Judicatura Federal "San Lázaro"

### Sitios históricos
- Palacio de Lecumberri, en cuya parte trasera fueron ejecutados el presidente Madero y el vicepresidente Pino Suárez.
- Arco de la antigua Hacienda de Jamaica
- pueblo de Mixiuhca
- Casa donde vivió y se entrenaron el Che Guevara y Fidel Castro (colonia Penitenciaría)
- Pueblo Peñón de los Baños, lugar en donde se encontraron los restos de la Mujer del Peñón y por los célebres Baños del Peñón, manantiales de aguas termales que desde la época prehispánica fueron usados como baños a los que se les atribuyeron propiedades curativas.
- Internado Madero, inaugurado por el presidente Madero y remodelado por el presidente Lázaro Cárdenas.

### Homenajes
El parque de los Periodistas Ilustres es un espacio de áreas verdes localizado a unos cuantos metros de la alcaldía Venustiano Carranza. Se encuentra rodeado de las siguientes calles: Av. Fray Servando Teresa de Mier, Congreso de la Unión, Lucas Alamán, Sur 103 y Cucurpe en la colonia El Parque. Como referencia, se ubica junto al metro Fray Servando de la Línea 4 del Metro de la Ciudad de México.[cita requerida]
El parque es conocido popularmente por los diferentes bustos en homenaje a grandes periodistas, como José Carreño, José Pagés Llergo, Miguel Ángel Granados Chapa, Ricardo Rocha, Jacobo Zabludovsky, Lolita Ayala y Virgilio Caballero. La más reciente adición a este grupo de selectos personajes es Elena Poniatowska, quien recibió su homenaje el 5 de diciembre de 2013. De igual manera, y como cualquier otro, este parque ofrece posibilidades de esparcimiento y recreación.

### Monumentos históricos
En el territorio delegacional existen alrededor de cien estatuas, plazas, edificios, jardines e iglesias que pueden considerarse monumentos que honran la historia de la Ciudad de México.[cita requerida]
- Bustos y monumento a Venustiano Carranza: Los bustos se encuentran en el interior del deportivo Venustiano Carranza en la colonia del Parque, y en Eje 1 Norte esquina Grabado, en la colonia Azteca. El monumento del prócer, así como al Congreso Constituyente de 1917, que se encuentra en la explanada delegacional, en Francisco del Paso y Troncoso esquina Fray Servando Teresa de Mier.[cita requerida]

- Monumento a Simón Bolívar: Se encuentra en el jardín Simón Bolívar, entre Río Consulado y Sucre, en la colonia Simón Bolívar.[cita requerida]

- Busto de Francisco Morazán: Ubicado en Francisco Morazán, en la colonia Valentín Gómez Farías.[cita requerida]

- Placa y medallones conmemorativos del fusilamiento de Francisco I. Madero y José María Pino Suárez: Se encuentran a espaldas del Archivo General de la Nación, en el jardín El Ánfora, en la colonia Penitenciaria.[cita requerida]

- Estatua del general Felipe Ángeles: Ubicada en el Eje 2 Ote. Av. Congreso de la Unión, en la colonia Felipe Ángeles.[cita requerida]

- Estatua del general Francisco J. Múgica: Se encuentra en la calle Oficios, en la colonia 20 de Noviembre.[cita requerida]

- Busto de Mahatma Gandhi: Ubicado en la Escuela Secundaria n.º 70, en la esquina de las calles Gertrudis Sánchez y León Trotsky, en la colonia 1.º de Mayo.

- Escultura del ingeniero Heberto Castillo: Se encuentra en el Eje 3 Ote. Av. Ing. Eduardo Molina, colonia Morelos, frente al Archivo General de la Nación.[cita requerida]

- Estatua del escritor Martín Luis Guzmán: Ubicada en la avenida Fray Servando Teresa de Mier, en el interior del jardín de los Periodistas Ilustres.[cita requerida]

- Escultura del Ícaro: Se encuentra en el lecho del Río Churubusco, en la colonia López Mateos.[cita requerida]

- Escultura de Sebastián: Ubicada a un costado de la fuente de la plaza de la Soledad, en la colonia Centro.[cita requerida]

- Monumento a la Soberana Convención de Aguascalientes: Se encuentra en el Eje 3 Ote. Av. Ing. Eduardo Molina, en la colonia Morelos, frente al Archivo General de la Nación.[cita requerida]

- Estatua del niño José Luis Ordaz: ubicada en el jardín del Niño Quemado, en el Pueblo Peñón de los Baños.[cita requerida]

- Busto de Francisco I. Madero: Se encuentra en el costado izquierdo del Archivo General de la Nación, colonia Penitenciaría.[cita requerida]

- Estatua del periodista Francisco Martínez de la Vega: Ubicada en el jardín de los Periodistas Ilustres, en la colonia El Parque.[cita requerida]

- Representación de indígenas chiapanecos: Se encuentra sobre la avenida Fray Servando Teresa de Mier, entre avenida Circunvalación y H. Congreso de la Unión, colonia Morelos.[cita requerida]

- Escultura al Heroico Bombero: Ubicada dentro de la Estación Central de Bomberos, en Calzada de la Viga y Fray Servando Teresa de Mier.[cita requerida]

- Estatua de don José María Morelos y Pavón: Ubicada en calle Jarciería y avenida del Trabajo, colonia Morelos.[cita requerida]

- Estatua de Charles Chaplin: Ubicada en Circuito Interior Río Consulado y H. Congreso de la Unión, colonia Valle Gómez.[cita requerida]

- Monumento ecuestre del general Ignacio Zaragoza: en el camellón de la calzada Ignacio Zaragoza, en la colonia Aviación Civil.[cita requerida]

- Panteón del Pueblo Peñón de los Baños, creado en 1893.[cita requerida]

### Museos
- Archivo General de la Nación en el Palacio Negro de Lecumberri.

- Museo Legislativo Los Sentimientos de la Nación.

### Religiosos
- Santuario de Nuestra Señora de Guadalupe y la Santísima Hostia Sangrante: Ubicado en Zoquipa esquina Cucurpe, en la colonia El Parque. Considerado como uno de los templos más enigmáticos de toda la capital mexicana, no solo por su decoración sino por la historia y la gran cantidad de fieles que la visitan desde el extranjero.[cita requerida]
- Templo de la Soledad y la Santa Cruz: Ubicado en calle Soledad s/n, colonia Merced-Balbuena.[cita requerida]
- Santuario de Nuestra Señora de San Juan de los Lagos: Ubicado en avenida de los Oficios n.º 49, colonia 20 de Noviembre.[cita requerida]
- Capilla del Cristo del Peñón del siglo XVII: Ubicado en Circuito Interior Río Consulado, Pueblo Peñón de los Baños.[cita requerida]

### Biblioteca virtual

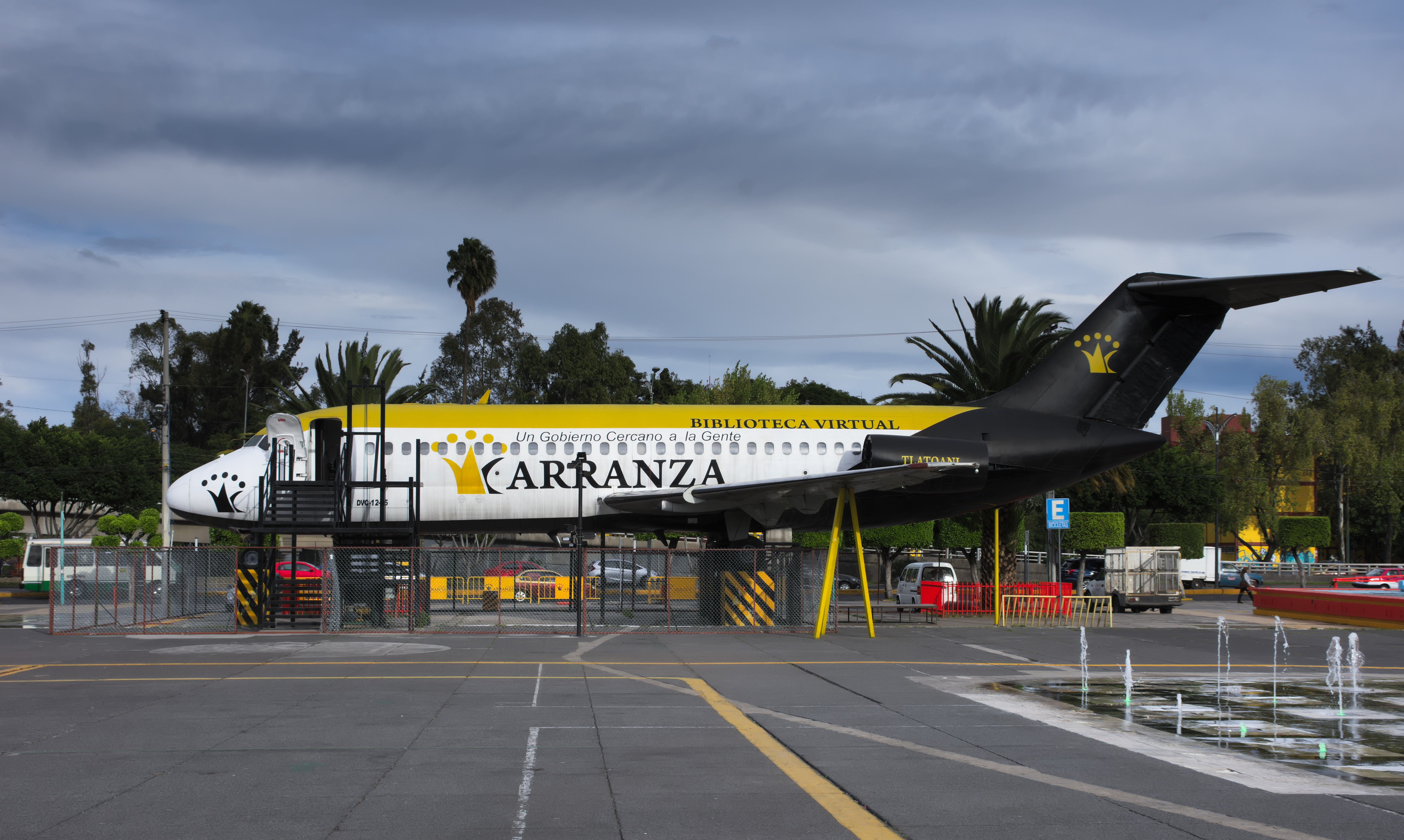
Biblioteca Virtual

El Tlatoani es una biblioteca interactiva instalada en lo que fuese un avión modelo McDonnel Douglas DC9-14. La donación del avión la realizó la empresa Aerovías Caribe a la delegación, mientras que para su desarmado y armado contó con el apoyo de Grupo GEO, SARE y la Asociación Nacional de Técnicos Aeronáuticos. La Secretaría de Educación Pública donó el Programa de Enciclomedia y una biblioteca de aula, la cual consta de tres libros. Por su parte, Grupo Elektra donó los equipos de cómputo, mientras que la empresa Microsoft proporcionó un simulador de vuelo y la instalación de paquetería en las computadoras necesarias para la consulta de enciclomedia.[cita requerida]

### Centros deportivos
- Deportivo Moctezuma. Oriente 158 s/n frente a Norte 25 Col. Moctezuma 2.ª Sección, cuenta con 2 canchas empastadas una de fútbol soccer y otra de fútbol rápido y una piso de fútbol.
- Deportivo Ramón López Velarde. Av. del Trabajo n.º 47 Col. Morelos.
- Deportivo Felipe Tibio Muñoz. Xochitlán Norte y Xochitlán Sur Col. Arenal 4.ª Sección.
- Deportivo Ing. Eduardo Molina. Av. Eduardo Molina n.º 81 Col. Ampliación 20 de Noviembre.
- Deportivo José Ma. Pino Suárez. Calzada de la Viga s/n Esq. Guillermo Prieto Col. Jamaica.
- Deportivo Velódromo Olímpico Agustín Melgar. Radamés Treviño s/n Col. Jardín Balbuena.
- Deportivo Plutarco Elías Calles. Cobre n.º 40 Col. Valle Gómez.
- Deportivo Oceanía. Av. Oceanía s/n esq. Tahel Col. Pensador Mexicano.
- Deportivo Venustiano Carranza. H. Congreso de la Unión, s/n. Colonia del Parque.
- Deportivo Parque Zaragoza. Calzada Ignacio Zaragoza esq. Calle 77.
- Deportivo Valentín Gómez Farías. Calzada Ignacio Zaragoza.

### Foros
- Circo Volador: es de los pocos espacios abiertos a las tribus urbanas.

### Casas de cultura
- Casa de Cultura "Venustiano Carranza"
- Casa de Cultura "Heberto Castillo"
- Casa de Cultura "Enrique Ramírez y Ramírez"
- "Centro Cultural Carranza", el más importante de la Zona Centro-Oriente de la Ciudad.

## Transporte

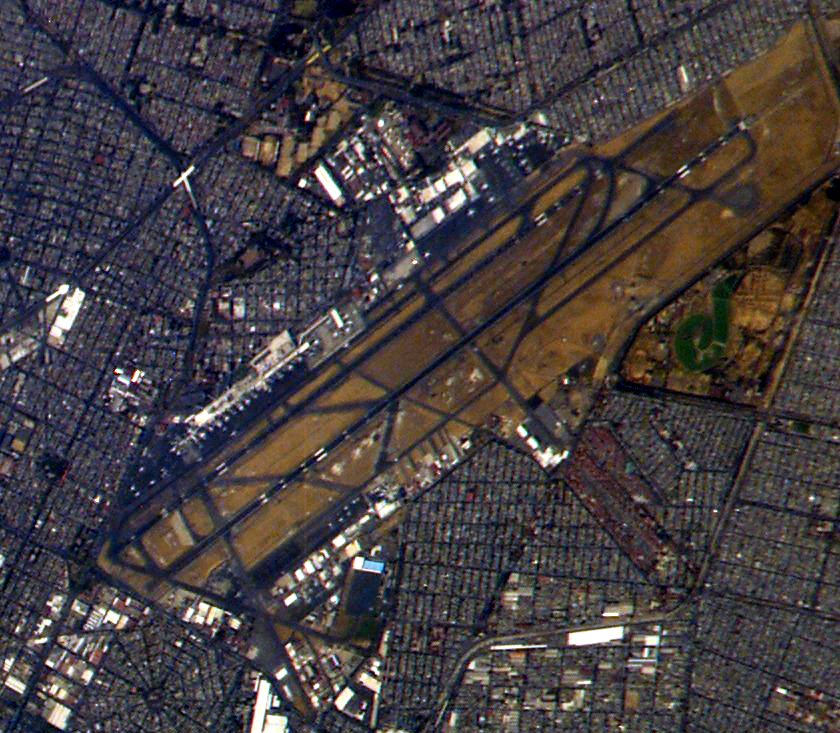
Aeropuerto Internacional de la Ciudad de México.

### Transporte foráneo
- Aeropuerto Internacional de la Ciudad de México
- Terminal de Autobuses de Pasajeros de Oriente

### Metro
Estaciones de Metro dentro de la demarcación

| Estación               | Línea |
| ---------------------- | ----- |
| Pantitlán              |       |
| Zaragoza               |       |
| Gómez Farías           |       |
| Boulevard Puerto Aéreo |       |
| Balbuena               |       |
| Moctezuma              |       |
| San Lázaro             |       |
| Candelaria             |       |
| Merced                 |       |
| Consulado              |       |
| Canal del Norte        |       |
| Morelos                |       |
| Fray Servando          |       |
| Jamaica                |       |
| Hangares               |       |
| Terminal Aérea         |       |
| Oceanía                |       |
| Aragón                 |       |
| Eduardo Molina         |       |
| Valle Gómez            |       |
| La Viga                |       |
| Puebla                 |       |
| Ciudad deportiva       |       |
| Velódromo              |       |
| Mixiuhca               |       |
| Romero Rubio           |       |
| Ricardo Flores Magón   |       |

### Metrobús
Estaciones de Metrobús dentro de la demarcación
°Alameda Oriente, línea 4.
°Calle 6, línea 4.
°Pantitlán, línea 4.
- Mixcalco, línea 4.
- Ferrocarril de Cintura, línea 4.
- Morelos, línea 4.
- Archivo General de la Nación, línea 4 y 5.
- San Lázaro, línea 4 y 5.
- Circunvalación, línea 4.
- La Merced, línea 4.
- Mercado de Sonora, línea 4.
- Cecilio Robelo, línea 4.
- Hospital Balbuena, línea 4.
- Eduardo Molina, línea 4.
- Moctezuma, línea 4.
- Terminal 1 y 2, línea 4 por ruta norte.
- Río Consulado, línea 5.
- Canal del Norte, línea 5.
- Deportivo Eduardo Molina, línea 5.
- Mercado Morelos, línea 5.